# Die Bestimmung des Menschen
Die Bestimmung des Menschen (Erstausgabe 1800) ist eine popularphilosophische Schrift von Johann Gottlieb Fichte. Sie wendet sich ausdrücklich nicht an Fachgelehrte, sondern an „alle Leser, die überhaupt ein Buch zu verstehen vermöchten“ (Vorrede S. IV). Diese Leser möchte Fichte zur Selbsterkenntnis führen, indem sie sich in die Rolle des redenden Ich versetzen und dessen Gedankengänge selbst nachvollziehen (Vorrede S. V u. VI).

## Aufbau und Hintergrund

### Der Kontext der philosophischen Debatte im 18. Jahrhundert
In der zweiten Hälfte des 18. Jahrhunderts wurde in Aufnahme von Shaftesburys Philosophie versucht, die Doppelfrage nach der Bestimmung des Menschen und der Existenz Gottes allein durch vernünftige Selbstbetrachtung zu beantworten. Schnell wurde die Frage – im engeren oder weiteren Anschluss an den Deismus – zu einem wesentlichen Thema theologischer und philosophischer Debatten. Ausgehend von der in vielen Auflagen und Nachdrucken erschienenen Schrift Betrachtung über die Bestimmung des Menschen von Johann J. Spalding, ab der 7. Auflage 1763 abgekürzt zu Die Bestimmung des Menschen, wurde das Thema mit direktem Bezug auf Spaldings Schrift von Thomas Abbt und Moses Mendelssohn behandelt. Ihre Schriften richteten sich als allgemeinverständliche Abhandlungen an das gebildete Publikum. In der akademischen Philosophie wurde die Frage von Immanuel Kant weiter verfolgt. Fichtes Buch schließt sich dieser Modeerscheinung an, markiert zugleich aber auch ihr Ende. Ungewöhnlich ist, dass Fichte für sein Werk den Titel von Spaldings Schrift wörtlich übernimmt und sich auch stilistisch und strukturell deutlich an ihm orientiert. „Im meditativen Duktus, in der Abfolge von Stufen der Einsicht in die Bestimmung des Menschen, aber auch in der Gesamtbewegung von der Sinnenwelt zur Geisterwelt sowie in der abschließenden religiösen Orientierung nimmt sich Fichte[s] Bestimmung förmlich wie eine nachkantianische Neubearbeitung von Spaldings Bestimmung aus.“ Inhaltlich geht Fichtes Schrift ganz andere Wege: „Es geht um die Frage, was es heißt, ein Subjekt zu sein.“

### Aufbau, Vorlagen, gegnerische Positionen
Fichtes Schrift gliedert sich in drei Bücher mit den Titeln „Zweifel“, „Wissen“ und „Glaube“. Das erste und letzte Buch sind in formaler Anlehnung an Spaldings Schrift in der Ich-Form gehaltene Monologe, das zweite ist ein Dialog zwischen dem Ich und dem Geist. Damit erinnert das zweite Buch an die Soliloquia des Kirchenvaters Augustinus, in denen es zu einem Dialog zwischen einem Ich und der Vernunft (ratio) kommt. Inhaltlich können Fichtes Ansichten als Auseinandersetzung mit Baruch de Spinoza im ersten und Immanuel Kant im zweiten Buch gelesen werden.

### Der 'Atheismusstreit' 1798/99 undDie Bestimmung des Menschen1800
Als unmittelbarer Entstehungshintergrund der Bestimmung des Menschen ist der direkt vorangehende Atheismusstreit (1798/99) relevant:
Fichte war aufgrund eines Aufsatzes „Über den Grund unseres Glaubens an eine göttliche Weltregierung“ von verschiedener Seite vorgeworfen worden, er leugne mit seiner Philosophie Gott. Gegen diesen Vorwurf verteidigt sich Fichte in seiner „Appellation an das Publikum“ (2. Auflage 1799). Bereits dort stellt Fichte zu Beginn seine Gedanken zur Bestimmung des Menschen ausführlich dar und skizziert sogar den dreiteiligen Aufriss der Bestimmung des Menschen, als er sein eigenes philosophisches System beschreibt: „Es zeigt gegen diejenigen, welche unsere gesamte Erkenntnis aus der Beschaffenheit unabhängig von uns vorhandener Dinge erklären wollen [vgl. 1. Buch], daß es nur insofern Dinge für uns gibt, als wir uns derselben bewußt sind [vgl. 2. Buch S. 73–122] und wir sonach mit unserer Erklärung des Bewußtseins zu den von uns unabhängig vorhandenen Dingen nie gelangen können [vgl. 2. Buch S. 122–178]. Es behauptet - und darin besteht sein Wesen -, daß durch den Grundcharakter und die ursprüngliche Anlage der Menschheit überhaupt eine bestimmte Denkart festgesetzt sei [vgl. 3. Buch].“
Die Form der Bestimmung, den Leser mit einer Identifikationsfigur zum Nachvollzug bestimmter Sätze zu animieren, ist ebenfalls an einer Stelle in der 'Appellation' bereits vorgeformt: „Es drängt sich öfters unter den Geschäften und Freuden des Lebens aus der Brust eines jeden nur nicht ganz unedlen Menschen der Seufzer: unmöglich kann ein solches Leben meine wahre Bestimmung seyn, es muss, o es muss noch einen ganz andern Zustand für mich geben!“
Auch die Gottesvorstellung wird ungebrochen übernommen: In der Bestimmung wird das Absolute wie in der Appellation an das Publikum als Implikat von Fichtes Philosophie dargelegt. Dieses Absolute kann Gott genannt werden – im dritten Buch spricht das redende Ich es sogar als „Gott“ direkt an (S. 304–312). Dieses angesprochene 'Du' wird aber – wie schon im Atheismusstreit – ausdrücklich apersonal gedacht: „In dem Begriffe der Persönlichkeit liegen Schranken. Wie könnte ich jenen auf dich übertragen, ohne diese?“ (S. 306) Fichte nimmt unverändert die Kritik seines beanstandeten Aufsatzes an einer anthropomorphen Gottesvorstellung auf: „Dieses Wesen soll […] Persönlichkeit haben […] Daß ihr aber dieses [den Begriff 'Persönlichkeit'] ohne Beschränkung und Endlichkeit schlechterdings nicht denkt noch denken könnt, kann euch die geringste Aufmerksamkeit auf eure Konstruktion dieses Begriffs lehren. Ihr macht sonach dieses Wesen durch die Beilegung jenes Prädikats zu einem Endlichen, zu einem Wesen euresgleichen, und ihr habt nicht, wie ihr wolltet, Gott gedacht, sondern nur euch selbst im Denken vervielfältigt.“
Am Ende der Appellation überlegt Fichte schließlich, ob es einen des Atheismus „ganz unverdächtigen Theologen“ gibt, den er als „meinen Gewährsmann“ und Unterstützer seiner Ansichten nennen kann – und wendet sich direkt an den Verfasser der Bestimmung des Menschen: „Möchtest du, ehrwürdiger Vater | Spalding, dessen Bestimmung des Menschen es war, die den ersten Keim der höheren Spekulation in meine jugendliche Seele warf, und dessen Schriften alle, so wie die genannte, das Streben nach dem Übersinnlichen und Unvergänglichen so trefflich charakterisieren – möchtest du in meiner Sache stimmen können und wollen!“. Dieser von Fichte wahrgenommenen Kontinuität gibt seine eigene Bestimmung des Menschen deutlich Ausdruck.

## Inhalt

### Erstes Buch. Zweifel.
Im ersten Buch „Zweifel“ will Fichte die Folgen einer als naturalistischer oder als metaphysischer Determinismus verstandenen spinozitischen Philosophie aufzeigen (vielleicht handelt es sich auch schon um einen ersten Reflex auf die Naturphilosophie Schellings): Wenn der Mensch ganz von außen bestimmt ist und sich selbst nur als von fremden Kräften bewegt wahrnehmen kann, dann wird so etwas Zentrales wie die eigene Liebe – „Mein Heiligstes“ (S. 66) – zur Illusion; denn Willensfreiheit gibt es nicht: „Der Gegenstand meiner innigsten Zuneigung ist ein Hirngespinnst, eine greiflich nachzuweisende grobe Täuschung. Statt meiner ist und handelt eine fremde mir ganz unbekannte Kraft“ (S. 65). Die Alternative, diese unerwünschte Erkenntnis der Liebe unterzuordnen, ist allerdings nicht weniger problematisch (S. 69). Angesichts zweier nicht zu empfehlender Wege bleibt das Ich zunächst ratlos zurück.

### Zweites Buch. Wissen.
Im zweiten Buch „Wissen“ versucht Fichte den Leser in die Grundlagen von Kants Transzendentalphilosophie einzuführen und ihm anschließend deren Aporien vor Augen zu führen. Dazu gibt er dem durch den Spinozismus vor einer schlechten Alternative stehenden Ich ein Gegenüber, das ihn aus dieser Lage zu befreien verspricht: Den Geist (S. 72). Zur Befreiung von allen Schreckbildern sei nur der Entschluss den eigenen Verstand zu gebrauchen notwendig, verspricht dieser. In seinem Zuruf „Ermanne dich“ (S. 74) klingt deutlich die berühmte Übersetzung des Sapere aude durch Kant an: „Habe Mut, dich deines eigenen Verstandes zu bedienen!“ Im Zwiegespräch führt der Geist das Ich nun in die Grundlagen der Erkenntnistheorie Kants ein. Dann jedoch wird das Postulat eines Ding an sich als irrig erwiesen (S. 148–161). Damit lösen sich das Ich und seine Wahrnehmungen in einen bedeutungslosen Wechsel ohne jeden realen Bezug auf; das Denken wird zu einem Traum von einem Traum. Die bittere Erkenntnis des Ich lautet: „Es giebt […] kein Dauerndes, we|der ausser mir, noch in mir, sondern nur einen unaufhörlichen Wechsel. […] Bilder sind: sie sind das Einzige, was da ist, […] Bilder, ohne etwas in ihnen Abgebildetes, ohne Bedeutung und Zweck. Ich selbst bin eins dieser Bilder; ja, ich bin selbst dies nicht, sondern nur ein verworrenes Bild von den Bildern.“ (S. 172 u. 173) Als das Ich dem Geist vorwirft, es getäuscht zu haben, antwortet dieser nur, ihm sei schon vor dem Ich vollständig bewusst gewesen, „wie durch jene Grundsätze alle Realität durchaus vernichtet und in einen Traum verwandelt würde […] Ich wollte | dich von deinem falschen Wissen befreien, keinesweges aber dir das wahre beibringen.“ (S. 175 u. 176)
Nach diesem zweiten Erkenntnisgang sind damit sowohl ein Primat der äußeren Welt im Sinne Spinozas wie ein Primat des subjektiven Bewusstseins im Sinne Kants als erkenntnistheoretische Irrwege erwiesen. Deshalb wendet sich Fichte nun im dritten Buch der Lösung der erkenntnistheoretischen Problematik zu.

### Drittes Buch. Glaube.
Im dritten Buch „Glaube“ kommt das „Ich“ schließlich zur Einsicht, dass das selbstbestimmte Handeln für das Bewusstsein entscheidend ist: „Nicht bloßes Wissen, sondern nach deinem Wissen Tun ist deine Bestimmung: so ertönt es laut im innersten meiner Seele […] Es ist in mir ein Trieb zu absoluter unabhängiger Selbsttätigkeit […] er ist unzertrennlich vereinigt mit dem Bewusstsein meiner selbst. […] Wer bin ich? Subject und Object in Einem, das allgegenwärtig Bewusstseiende und Bewusste, Anschauende und Angeschaute, Denkende und Gedachte zugleich“ (S. 182–185). „Auf mein Tun muß alles mein Denken sich beziehen […]“ (S. 202).

#### Der Geist der Natur
Aber Fichte verlangt etwas „außer der bloßen Vorstellung Liegendes, das da ist, und war, und sein wird, wenn auch die Vorstellung nicht wäre“ (3/1). Die innere Stimme sage ihm, dass der Mensch im Kern ein übersinnliches Wesen ist und dies dem Geist der Natur entspricht: „Die Natur, in der [er] zu handeln habe, [sei] nicht ein fremdes, ohne Rücksicht auf [sich] zu Stande gebrachtes Wesen, in welches [er] nie eindringen könne. Sie [sei] durch [s]eine eigne Denkgesetze gebildet, und [müsse] wohl mit denselben übereinstimmen; sie [müsse] wohl [ihm] überall durchaus durchsichtig und erkennbar, und durchdringbar sein bis in ihr Inneres. Sie drück[e] überall nichts aus als Verhältnisse und Beziehungen [s]einer selbst zu [ihm] selbst, und so gewiss er hoffen [könne], [s]ich selbst zu erkennen, so gewiss [dürfe er sich] versprechen, sie zu erforschen“ (3/3). Dies geschieht in den vier Teilen (I-IV) des 3. Buches:

#### Verbindung zum ewigen Willen
In Teil IV fasst Fichte die Ergebnisse seiner Überlegungen zusammen. Er stellt in seinem Modell den Menschen in einen transzendenten, übersinnlichen, ewigen Zusammenhang und setzt ein „Gesetz einer geistigen Welt“ voraus, unter dem der „Wille aller endlichen Wesen selbst steht“ (3/IV/1). Die sinnliche, endliche Welt sieht er als „das Resultat des ewigen Willens in uns“ an (3/IV/2). Die Welt bedürfe jedoch der endlichen Vernunft und dieser dem Menschen von Gott anvertraute Teil der Schöpfung sei die Wurzel seiner Erkenntnisse. Sein „Gemüt“ und seine „Gedanken, wenn sie nur wahr und gut sind“ (3/IV/2), seien die Verbindung zum ewigen Willen, denn er sei nicht von ihm getrennt: „Deine Stimme ertönt in mir, die meinige tönt in dir wieder“. (3/IV/2). In den Gemütern der Menschen bilde er diese Welt fort und greife in sie ein und lasse „fortdauernd aus unseren Zuständen andere Zustände entstehen“ (3/IV/2). Und diese Stimme rufe den Menschen zur „Pflicht“ auf. Darin sieht der Autor seine „Bestimmung in der Reihe der vernünftigen Wesen“ (3/IV/2) zur Erfüllung der „Verordnung des geistigen Weltplans“ (3/IV/3). Mit ihm möchte sich der ewige Geist verwirklichen, und zwar durch die Menschen: „Durch alle“ solle „Eine große, freie, moralische Gemeine hervorgebracht werde[n]“ (3/IV/3).

#### Das Unbegreifliche
Am Ende seiner Untersuchung gesteht Fichte allerdings ein, dass er die Folgen dieses Willens und damit die Bestimmung des Menschen im System nicht begreifen kann: „Was ich werden soll, und was ich sein werde, übersteigt alles mein Denken“ (3/IV/5). „Was ich begreife, wird durch mein bloßes Begreifen zum Endlichen; und dieses lässt auch durch unendliche Steigerung und Erhöhung sich nie ins Unendliche umwandeln“ (3/IV/2). Auch sei es unmöglich, auf „Feigheit, Niederträchtigkeit und gegenseitiges Misstrauen der Menschen untereinander“ (3/IV/3) beruhende weltgeschichtliche Entwicklungen, und damit den „Plan, der über das Ganze sich erstreckt“ (3/IV/5.), der dem Menschlichen nicht ähnlich sein könne, zu begreifen. Denn „Natur, und Naturerfolg in den Schicksalen und Wirkungen freier Wesen, wird dir gegenüber zu einem leeren, nichts bedeutenden Worte“ (3/IV/3).

#### Die Rolle des Bösen in der Natur
„[S]ogar das in der Welt, was wir böse nennen, die Folge des Missbrauchs der Freiheit, [sei] nur durch ihn“ (3/IV/3). Fichte greift hier die oft diskutierte Frage nach der „Herrschaft des Bösen“ in der Welt auf. Aus guten Vorsätzen entständen oft Unheil und umgekehrt bewirkten ungerechte Zustände einen Widerstand und eine Verbesserung der Situation. Er erklärt dies mit der Ambivalenz der Natur: „Der Tugendhafte [sei] eine edle, der Lasterhafte eine unedle und verwerfliche, jedoch aus dem Zusammenhange des Universums notwendig erfolgende Natur“ (1/IV/7). Fichte glaubt an eine schmerzliche Heilung, in dessen Verlauf „Feigheit und Sklavensinn ausgerottet [werden], und Verzweiflung den verlorenen Mut wieder weckt“ (3/IV/3). „Dann werden die beiden entgegengesetzten Laster einander vernichtet haben, und das Edelste in allen menschlichen Verhältnissen, dauernde Freiheit, wird aus ihnen hervorgegangen sein“ (3/IV/3): „Die Natur führet den Menschen durch Mangel zum Fleiße, durch die Übel der Allgemeinen Unordnung zu einer rechtlichen Verfassung, durch die Drangsale ihrer unaufhörlichen Kriege zum endlichen ewigen Frieden“ (3/IV/3).
Ergebnis der Untersuchung ist, dass der Mensch nur für sich selbst Verantwortung übernehmen kann. Es ist seine Pflicht, sich selbst zu verbessern, seinen Verstand auszubilden, „die ganze Menschheit in ihrer ganzen Fülle darstellen, aber nicht um der Menschheit selbst willen; diese [sei] an sich nicht von dem geringsten Werte, sondern um hinwiederum in der Menschheit die Tugend, welche allein Wert an sich hat, in ihrer höchsten Vollkommenheit darzustellen“ (3/IV/5). Am besten fasse diese Bestimmung die „kunstlose Einfalt, wenn sie dieses Leben für eine Prüfungs- und Bildungs-Anstalt, für eine Schule zur Ewigkeit anerkennt; wenn sie in allen Schicksalen […] deine Fügungen erblickt, die zum Guten führen sollen; wenn sie fest glaubt, dass denen, die ihre Pflicht lieben und dich kennen, alle Dinge zum Besten dienen müssen“ (3/IV/3).
Die Hoffnung auf den Fortschritt in der Entwicklung führt zu einer gelassenen Lebenshaltung: „Nur Eins ist, das ich wissen mag: was ich tun soll, und das weiß ich stets unfehlbar. Über alles anderes weiß ich nichts […] und enthalte mich, zu meinen, zu mutmaßen […] Kein Ereignis in der Welt kann durch Freude, keins durch Betrübnis mich in Bewegung setzen […] denn ich weiß, dass ich kein einziges zu deuten, noch seinen Zusammenhang mit dem, woran mir gelegen ist, einzusehen vermag“ (3/IV/6). Aus dieser Einsicht leitet Fichte eine Haltung der Ruhe „bei allen Ereignissen in der Welt“ (3/IV/3) ab.

#### Die Freiheit des Menschen
Aus der Freiheit des Menschen ergebe sich allerdings, dass es auch „freie, zur Vernunft und Sittlichkeit bestimmte Wesen sind, welche gegen die Vernunft streiten, und ihre Kräfte zur Beförderung der Unvernunft und des Lasters aufbieten“ (3/IV/6). Fichte entlastet diese Menschen teilweise. Eine „Liebe zum Bösen […] welche allein [s]einen gerechten Zorn reizen könnte“, liege „nicht in der menschlichen Natur“ (3/IV/6). Für sie gebe es überhaupt kein Böses oder Gutes, „sondern lediglich ein Angenehmes oder Unangenehmes“. Sie stände „nicht unter ihrer eigenen Botmäßigkeit, sondern unter der Gewalt der Natur […] in [ihr], die das erstere [das Angenehme] mit aller Macht sucht und das letztere [das Unangenehme] flieht“ (3/IV/6). Viele Menschen könnten „nicht um das Mindeste anders handeln […] als sie handeln“. Darin liege jedoch „ihre Schuld und ihre Unwürde, dass sie sind, was sie sind, und dass sie, anstatt frei und etwas für sich zu sein, sich dem Strome der blinden Natur hingeben“. Denn sie handelten nur wirklich frei, wenn sie sich der „blinden und willenlosen Natur“ widersetzten 3/IV/6).
Aus diesen Einsichten fällt Fichte nie ein, „statt Seiner die Welt regieren zu wollen“ (3/IV/5). Er sei nur das „Werkzeug[] des Vernunftzwecks“ (3/IV/6). Deshalb müsse der Mensch auch bei seinen Aktionen die eigene Verantwortung und „Freiheit anderer Wesen außer [ihm] in seinem Handeln ehren“ (3/IV/5), indem er unmittelbar nur „auf ihre Überzeugungen und auf ihren Willen wirken wolle[], soweit die Ordnung der Gesellschaft und ihre eigene Einwilligung es verstattet; keineswegs aber ohne ihre Überzeugung und ohne ihren Willen auf ihre Kräfte und Verhältnisse“ (3/IV/5), denn „sie tun auf ihre eigene Verantwortung, was sie tun, was ich nicht ändern kann, oder nicht darf, und der ewige Wille wird alles zu Besten lenken“ (3/IV/5).

#### Die Unsterblichkeit des Geistes
Aus seiner eigenen individuellen Geistigkeit, die nicht mit dem materiellen Ende zusammenfallen könne, schließt Fichte auf die Unsterblichkeit des Geistes. Das Universum trage das „Gepräge des Geistes; stetes Fortschreiten zum Vollkommeneren in einer geraden Linie, die in die Unendlichkeit geht“ (3/IV/6). „Aller Tod in der Natur [sei] Geburt […] Es [sei] kein tötendes Princip in der Natur, denn die Natur [sei] durchaus lauter Leben“: „Selbst mein natürliches Leben, selbst diese bloße Darstellung des innern unsichtbaren Lebens vor dem Blicke des Endlichen, kann sie nicht vernichten, weil sie sonst sich selbst müsste vernichten können; sie, die bloß für mich und um meinetwillen da ist, und nicht ist, wenn ich nicht bin. Gerade darum, weil sie mich tötet, muss sie mich neu beleben; es kann nur mein in ihr sich entwickelndes höheres Leben sein, vor welchem mein gegenwärtiges verschwindet; und das, was der Sterbliche Tod nennt, ist die sichtbare Erscheinung einer zweiten Belebung“ (3/IV/6). Die Welt sei nur der „Vorhang“, durch den eine „unendlich vollkommenere“ verdeckt werde, und der „Keim“, aus dem diese sich entwickeln soll (3/IV/6).

## Analyse
Ähnlich wie René Descartes in seinen Meditationes findet Fichte im Wissen (cogitatio) Zuflucht vor dem Zweifel. Er will aber bei diesem Wissen nicht stehen bleiben, weil es den Menschen als Naturwesen völlig determiniere (vgl. den Dogmatismus des Spinoza) und nur den Verstand zu befriedigen vermöge und dabei die Forderung des Herzens nach Freiheit und Verantwortlichkeit unerfüllt bleibe. Diese Freiheit könne sich der Einzelne nur durch sein Tun, durch sittliches Handeln und Selbsterkenntnis, erwerben (vgl. Kants Sapere aude, die sokratische Philosophie). Wahres Wissen könne das Ich nur in sich selbst finden, denn ein „Ding außerhalb von mir“ gebe es nicht. Alles, was mich umgibt, sei lediglich das Produkt meines Vorstellungsvermögens. Die Natur habe keinen Zweck an sich, sondern sie sei nur für mich da, dass ich nämlich durch sie zu meiner wahren Bestimmung gelange.

### Sekundärliteratur
- Harald Münster: Fichte trifft Darwin, Luhmann und Derrida. „Die Bestimmung des Menschen“ in differenztheoretischer Rekonstruktion und im Kontext der „Wissenschaftslehre nova methodo“; Amsterdam, New York: Rodopi 2011 (Fichte-Studien-Supplementa, Band 28). ISBN 978-90-420-3434-1
- Bernhard Pansch: Fichtes „Bestimmung des Menschen“ und Schleiermachers „Monologen“. Vetterli, Buxtehude 1885 (Digitalisat)
- Peter L. Oesterreich & Hartmut Traub: Der ganze Fichte. Die populäre, wissenschaftliche und metaphilosophische Erschließung der Welt. Kohlhammer, Stuttgart 2006. ISBN 3-17-018749-X. S. 267-
- Laura Anna Macor: Die Bestimmung des Menschen (1748–1800). Eine Begriffsgeschichte. Stuttgart-Bad Cannstatt, 2013 (FMDA II,25). ISBN 978-3-7728-2615-3

## Weblink
- Die Bestimmung des Menschen bei Zeno.org.